# Società Calcistica Vallée d'Aoste 2012-2013
Questa voce raccoglie le informazioni riguardanti la Società Calcistica Vallée d'Aoste nelle competizioni ufficiali della stagione 2012-2013.

## Rosa
| N. |                      | Ruolo | Calciatore         |
| -- | -------------------- | ----- | ------------------ |
|    | Italia (bandiera)    | C     | Andrea Amato       |
|    | Italia (bandiera)    | C     | Achille Aracri     |
|    | Italia (bandiera)    | D     | Fabio Benedetto    |
|    | Italia (bandiera)    | A     | Michele Bentoglio  |
|    | Italia (bandiera)    | P     | Marco Costantino   |
|    | Italia (bandiera)    | C     | André Cuneaz       |
|    | Italia (bandiera)    | A     | Ivan De Vincenziis |
|    | Italia (bandiera)    | D     | Simone Di Dio      |
|    | Italia (bandiera)    | D     | Samuele Emiliano   |
|    | Italia (bandiera)    | C     | Riccardo Enrico    |
|    | Australia (bandiera) | A     | Christian Esposito |
|    | Italia (bandiera)    | D     | Francesco Fiore    |
|    | Italia (bandiera)    | P     | Pierluigi Frattali |
|    | Italia (bandiera)    | D     | Stefano Furno      |
|    | Italia (bandiera)    | C     | Andrea Gentile     |
|    | Panama (bandiera)    | A     | Alan Hernández     |
|    | Italia (bandiera)    | A     | Simone Iocolano    |

| N. |                        | Ruolo | Calciatore         |
| -- | ---------------------- | ----- | ------------------ |
|    | Italia (bandiera)      | D     | Luca Isoardi       |
|    | Italia (bandiera)      | C     | Christian Jidayi   |
|    | Senegal (bandiera)     | A     | Mamadou Kanoutè    |
|    | Italia (bandiera)      | D     | Mirko Miceli       |
|    | Inghilterra (bandiera) | C     | Davide Nocciola    |
|    | Italia (bandiera)      | A     | Alex Noro          |
|    | Italia (bandiera)      | C     | Fabio Panepinto    |
|    | Italia (bandiera)      | P     | Alessandro Pomat   |
|    | Italia (bandiera)      | C     | Mauro Raimondo     |
|    | Italia (bandiera)      | C     | Ivan Reali         |
|    | Italia (bandiera)      | C     | Mattia Rolando     |
|    | Italia (bandiera)      | D     | Paolo Ropolo       |
|    | Italia (bandiera)      | A     | Jacopo Sbravati    |
|    | Italia (bandiera)      | P     | Martino Scalabrino |
|    | Italia (bandiera)      | A     | Manuel Sinato      |
|    | Italia (bandiera)      | A     | Gianluca Temelin   |
|    | Italia (bandiera)      | A     | Giancarlo Varvelli |